# Yanga (genre)
Pour les articles homonymes, voir Yanga.
Genre
Yanga est un genre d'insectes hémiptères de la famille des Cicadidae et de la sous-famille des Cicadinae.

## Répartition
Les cigales du genre Yanga sont endémiques de l'île de Madagascar et des îles voisines comme Nossi-Bé, l'île de Pemba (Tanzanie), les Comores dont l'île de Mayotte.

## Description

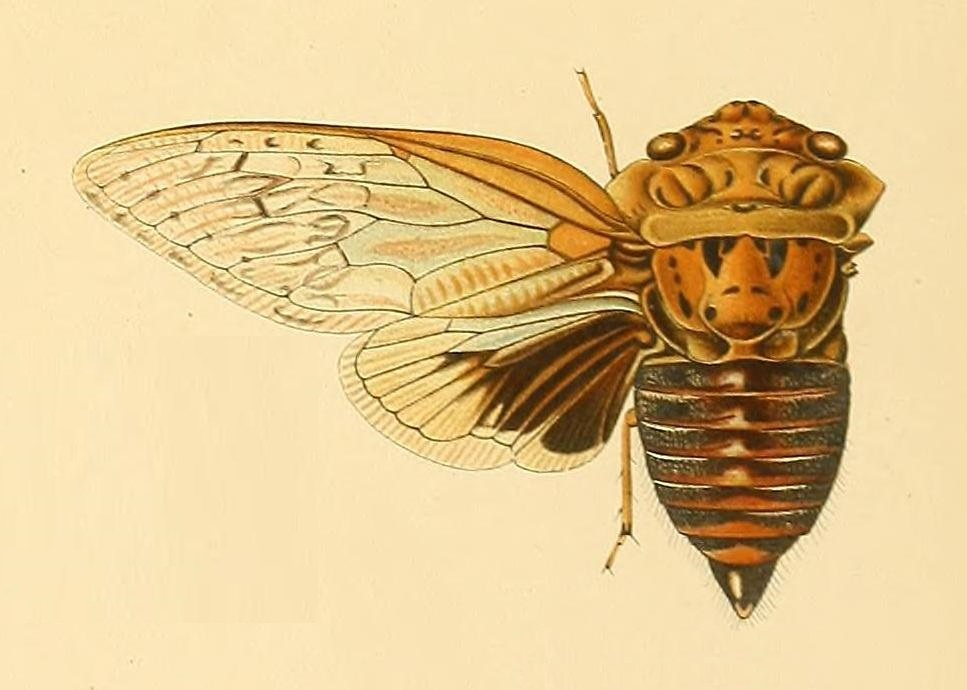
Yanga brancsiki ♀

Comme chez toutes les Cicadidae, le mâle présente des protège-timbales. 
Les paranota-pronotaux ont une position perpendiculaire au plan sagittal du corps. Le bord costal des homélytres est très arqué dès l’insertion et la membrane costale est dilatée. La tête est conique et plus large que la base du mésonotum. La largeur de la membrane costale est au plus égale à deux fois celle de la cellule costale.
Il est à noter qu'en général la considération des deux derniers caractères génériques suffit à séparer le genre Yanga des genres voisins Platypleura et Kongota (en).
Il est relativement aisé de différencier les espèces du genre Yanga, d'une part par leur taille et, d'autre part, par le coloris des ailes inférieures.

## Systématique

### Dénomination
Le genre Yanga a été décrit par l'entomologiste britannique William Lucas Distant en 1904, avec pour espèce type Yanga hova,.

### Homonymie
Le nom Yanga utilisé en 1993 pour décrire un genre de scarabée australien alors qu'il était déjà utilisé est donc un homonyme junior.

## Liste des espèces
Liste des espèces du genre Yanga selon Catalogue of Life (26 juillet 2017)
- Yanga andriana (Distant, 1899)[11],[5]
- Yanga antiopa (Karsch, 1890)[12],[5]
- Yanga argyrea (Melichar, 1896)[13],[5]
- Yanga bouvieri Distant, 1905[14],[5]
- Yanga brancsiki (Distant, 1893)[15],[5]
- Yanga grandidieri Distant, 1905[14],[5]
- Yanga guttulata (Signoret, 1860)[16],[5]
- Yanga heathi (Distant, 1899)[11],[5]
- Yanga hova (Distant, 1901)[17],[5]
- Yanga mayottensis Boulard, 1990[7]
- Yanga pembana (Distant, 1899)[11],[5]
- Yanga pulverea (Distant, 1882)[18],[5]
- Yanga viettei Boulard, 1981[6]

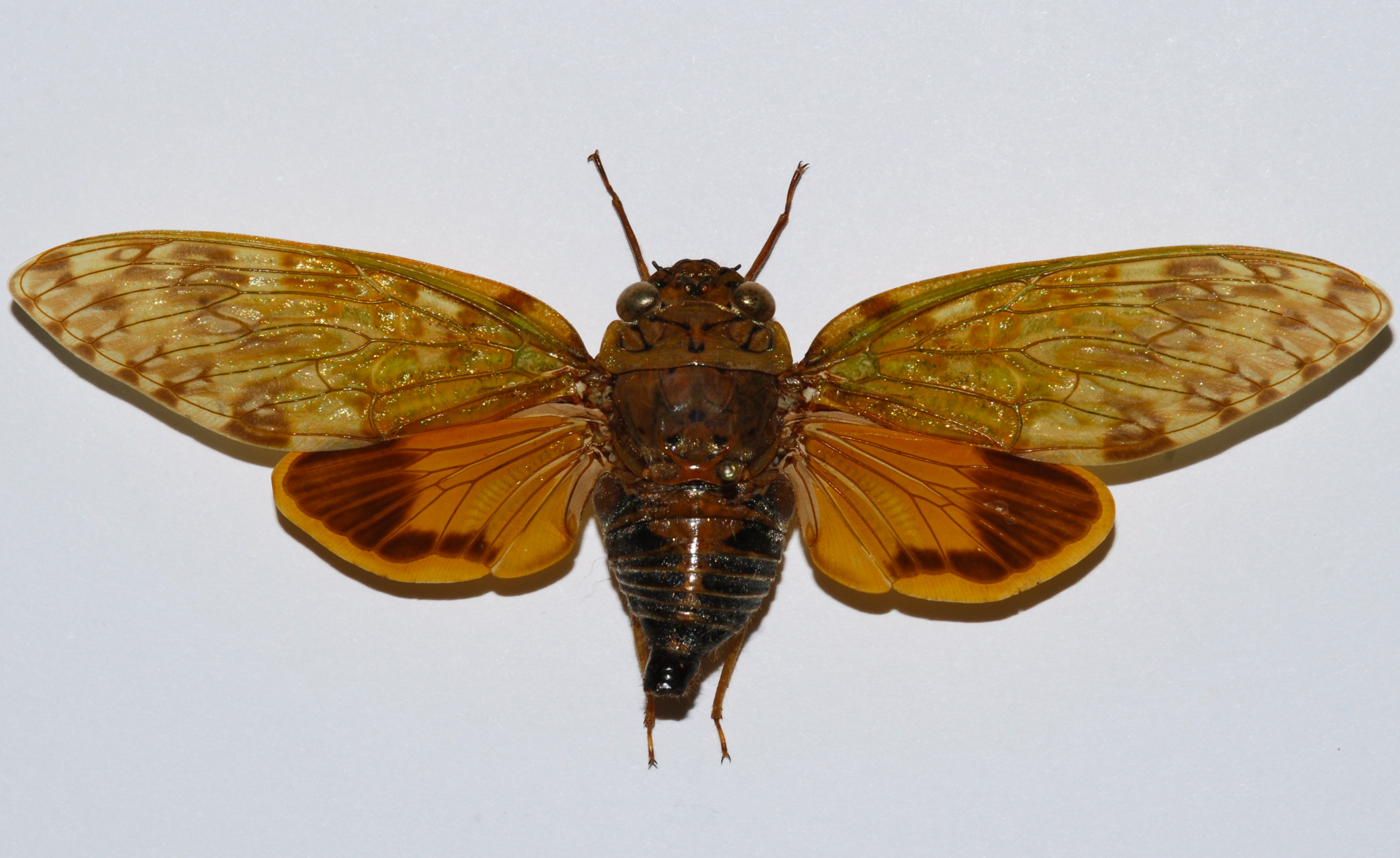
Yanga andriana (mahabo, Madagascar)
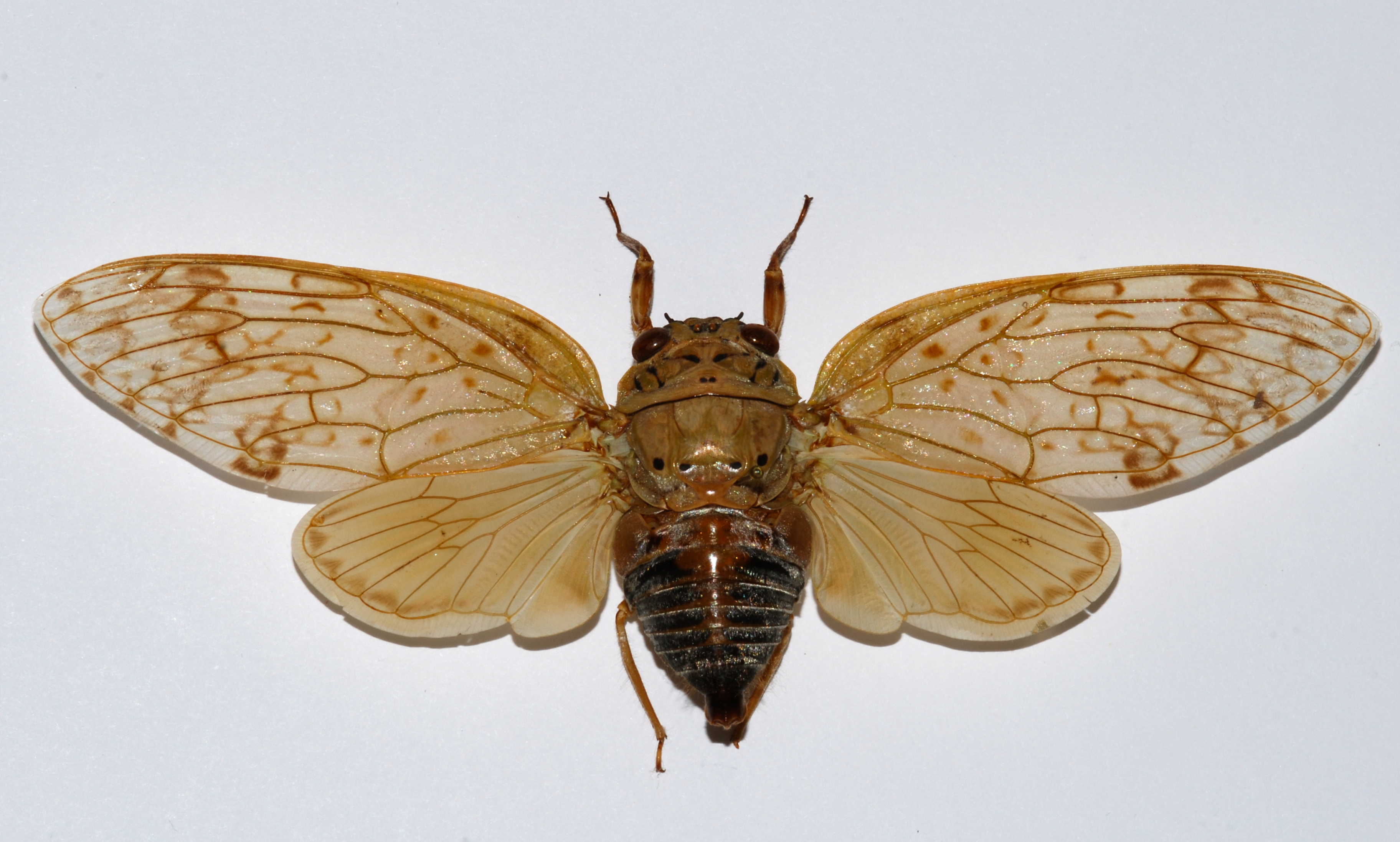
Yanga grandidieri (Montagne d'Ambre, Madagascar)
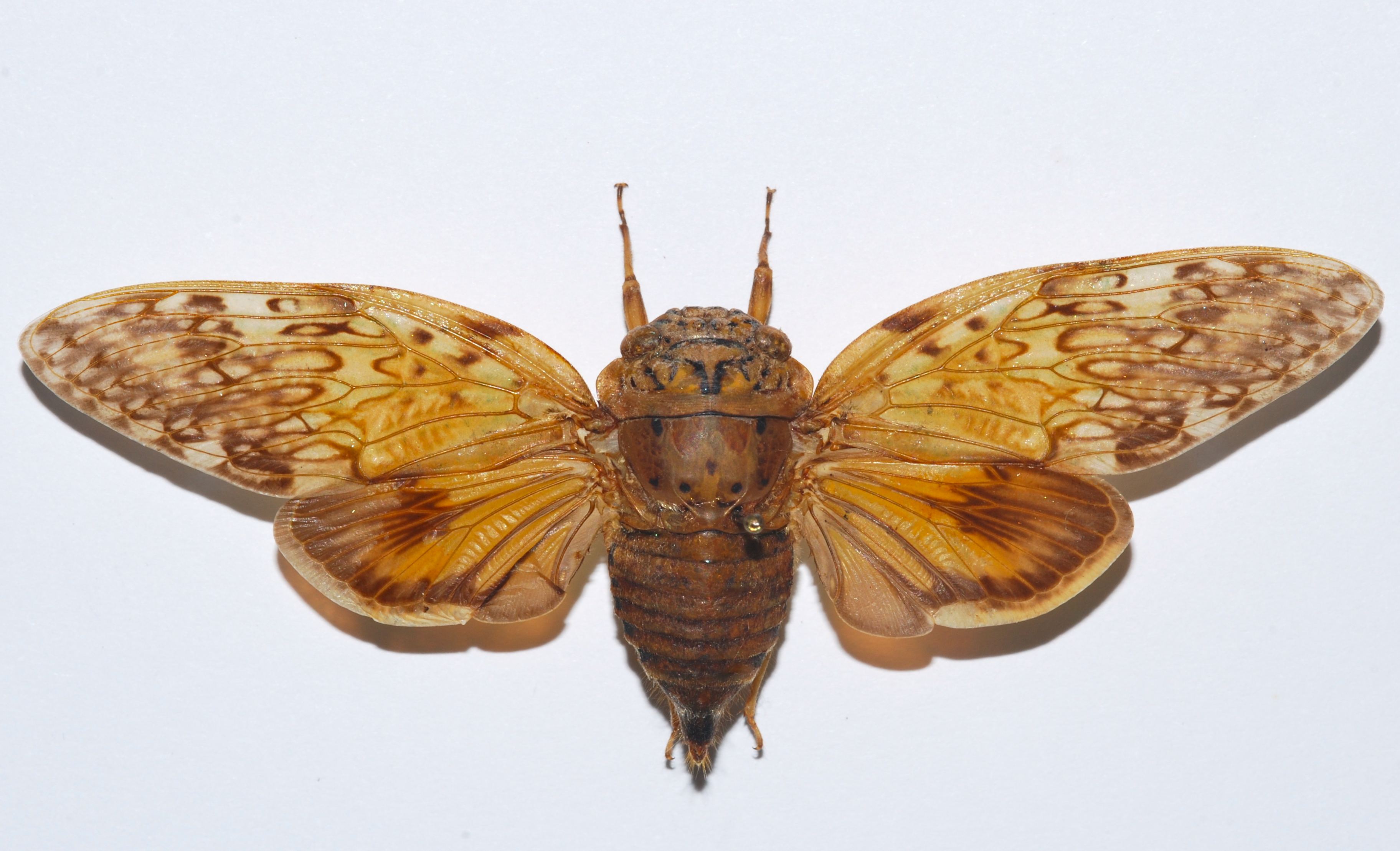
Yanga guttulata (Nosy Be, Madagascar)
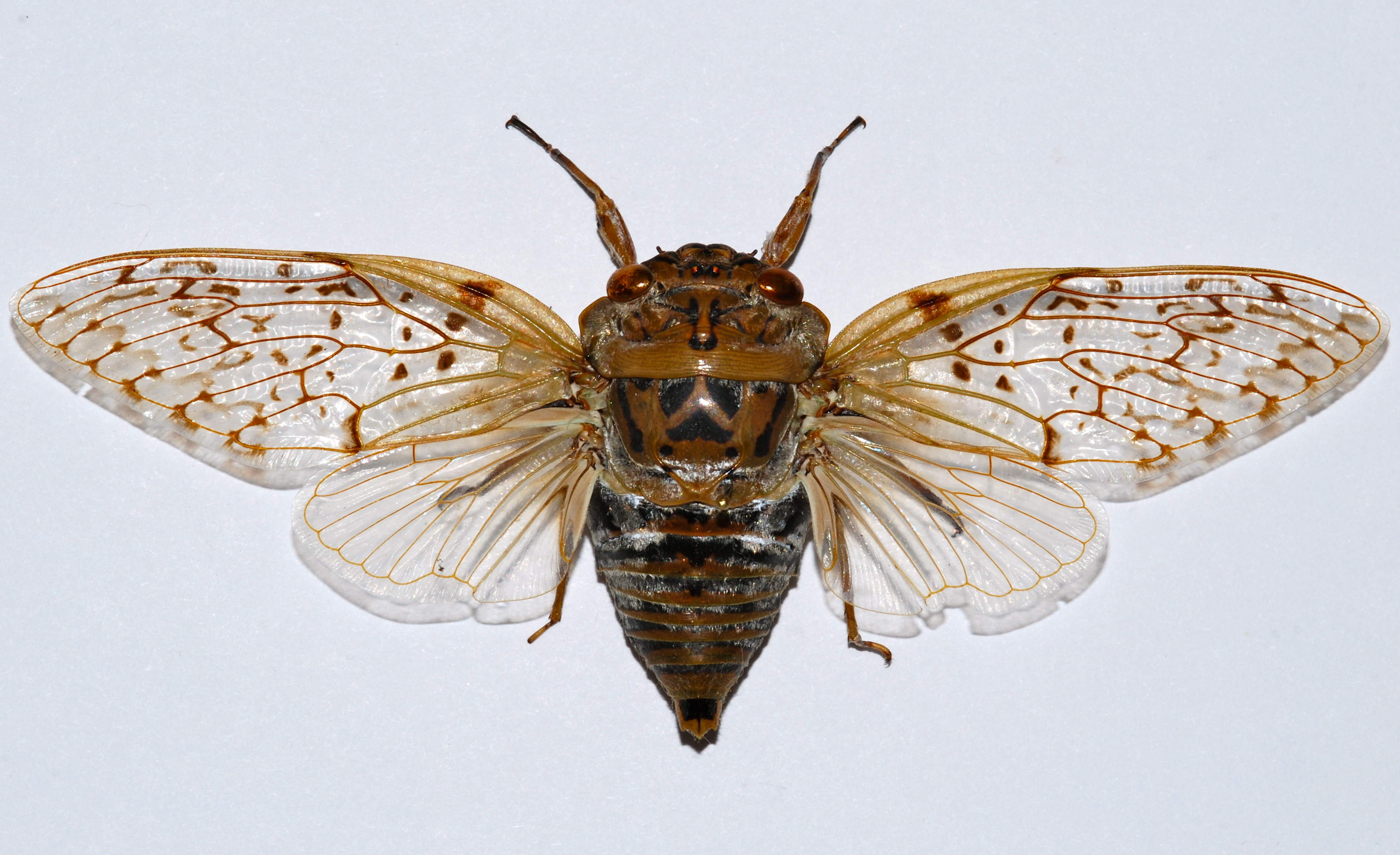
Yanga pulverea (Beparasy, Madagascar)